# Resolutie 119 Veiligheidsraad Verenigde Naties
Resolutie 119 van de Veiligheidsraad van de Verenigde Naties werd op de laatste dag van oktober 1956 aangenomen. Dat gebeurde met zeven stemmen voor, de tegenstemmen van Frankrijk en het Verenigd Koninkrijk en de onthoudingen van Australië en België. De resolutie verwees de Suezkwestie door naar de Algemene Vergadering aangezien de permanente leden van de Veiligheidsraad, die vetorecht hebben, het niet eens waren met elkaar. De Verenigde Staten hadden eerst een ontwerpresolutie ingediend die opriep tot een staakt-het-vuren, maar deze was met een Frans en Brits veto weggestemd. Daarop werd deze resolutie ingediend, die een procedurale stemming betrof waarbij geen veto's kunnen worden gesteld.

## Achtergrond
Frankrijk en het Verenigd Koninkrijk hadden samen met Israël het Suezkanaal bezet nadat Egypte dat had genationaliseerd. Eerder die maand hadden Frankrijk en het Verenigd Koninkrijk een klacht ingediend tegen Egypte, maar de Veiligheidsraad kon weinig doen. Beide landen zijn een permanent lid met vetorecht, terwijl de Verenigde Staten en ook de
Sovjet-Unie, die eveneens permanent lid zijn, tegen de Frans-Britse acties waren.

## Inhoud
De Veiligheidsraad bedacht dat er een ernstige situatie was ontstaan door de acties die waren ondernomen tegen Egypte. De Veiligheidsraad hield er rekening met dat het gebrek aan unanimiteit tussen de permanente leden van de raad op de vorige vergaderingen ervoor had gezorgd dat de handhaving van de wereldvrede en -veiligheid niet kon worden waargenomen. Besloten werd een spoedvergadering van de Algemene Vergadering bijeen te roepen om aanbevelingen te doen.

## Verwante resoluties
- Resolutie 118 Veiligheidsraad Verenigde Naties
- Resolutie 1001 Algemene Vergadering Verenigde Naties

Lijst ·  111 ·  112 ·  113 ·  114 ·  115 ·  116 ·  117 ·  118 ·  119 ·  120 ·  121